# Maciejów Nowy
Maciejów Nowy (do końca 2008 Nowy Maciejów) – wieś w Polsce położona w województwie lubelskim, w powiecie lubelskim, w gminie Wysokie.
Wieś wchodziła w skład dóbr Wysokie Lubelskie księżnej Anny Jabłonowskiej. W latach 1975–1998 miejscowość administracyjnie należała do województwa zamojskiego. Do końca 2008 nosiła nazwę Nowy Maciejów.
Wieś stanowi sołectwo gminy Wólka. Według Narodowego Spisu Powszechnego z roku 2011 wieś liczyła 101 mieszkańców.
Wieś jest siedzibą polskokatolickiej parafii pw. Świętych Apostołów Piotra i Pawła. Kościół parafialny znajduje się w pobliskim Maciejowie Starym.